# Wiesenfeld (Geisa)
Wiesenfeld is een dorp in de Duitse gemeente Geisa in het Wartburgkreis in Thüringen. Het dorp wordt voor het eerst genoemd in de negende eeuw.
In 1991 werd de tot dan zelfstandige gemeente toegevoegd aan Geisa.